# Lilian Landová

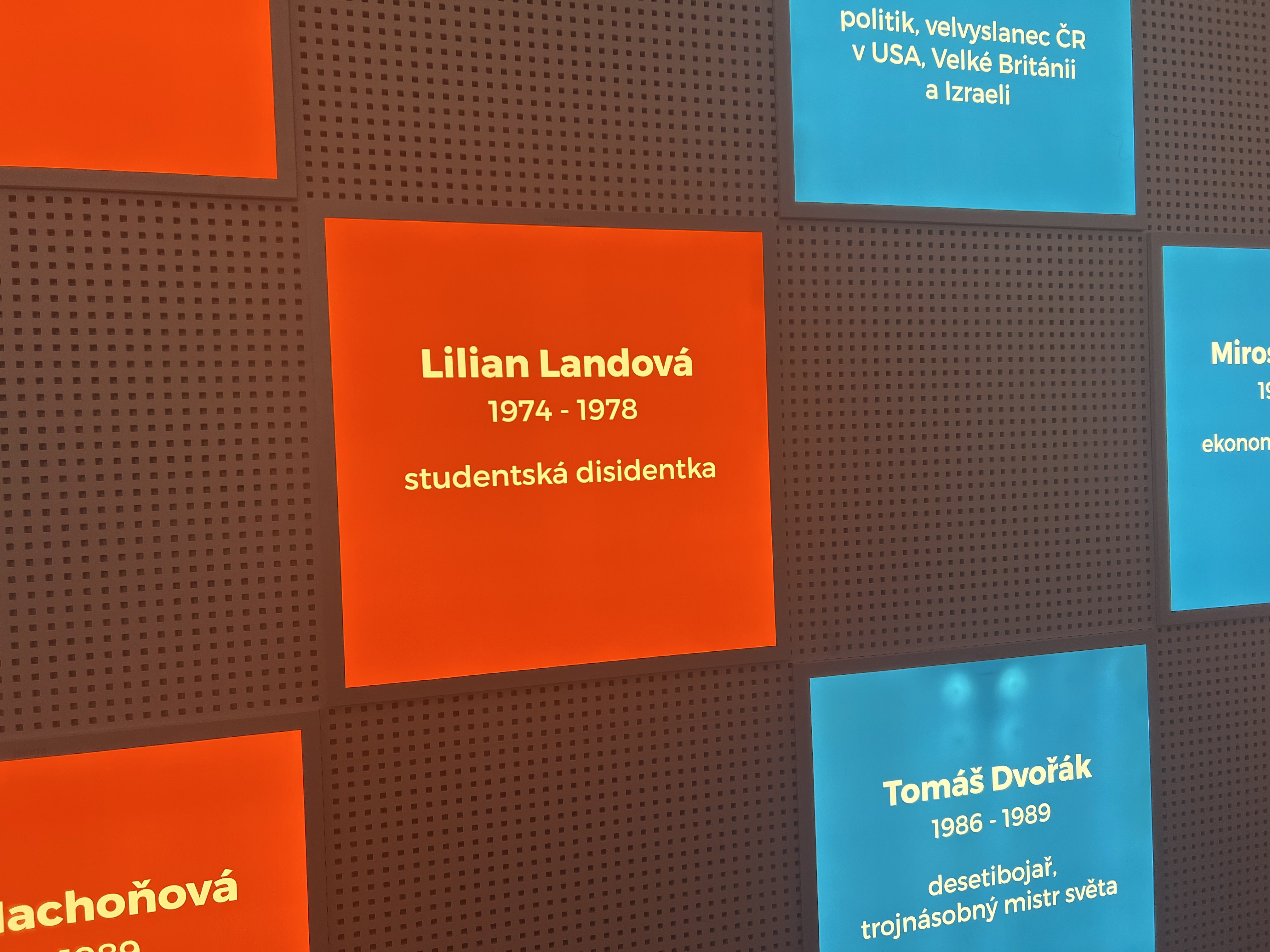
Pamětní plaketa na Zdi studentů na Gymnáziu Arabská

Lilian Landová (17. dubna 1959 Praha – 26. června 1979 Praha) byla česká studentka, signatářka Charty 77, která po hrubém nátlaku Státní bezpečnosti ukončila dobrovolně svůj život. Historiky je označována „pěšákem disentu“.

## Život
Lilian Landová se narodila v Praze, v roce se s rodiči přestěhovali do Žďáru nad Sázavou, kde její otec spáchal sebevraždu oběšením. Po dalším roce a půl se s matkou odstěhovaly zpět do Prahy. Do základní školy chodila v Praze 6, na Petřinách. Pro neshody s matkou se ve svých 12 letech odstěhovala ke své babičce na Hanspaulku, kde žila do své smrti. Po ukončení základní devítileté školy chodila od roku 1974 na Gymnázium Arabská v Praze 6. V prosinci 1977 byla nucena přestoupit na Gymnázium Přípotoční, kde v červnu 1978 úspěšně odmaturovala. Poté chtěla studovat Filozofickou fakultu UK, ale nebylo jí to umožněno. Od září 1978 pracovala jako plavčice, nejdříve v bazénu v Hloubětíně, později na koupališti Džbán. Podepsala Chartu 77, její podpis byl zveřejněn 10. října 1978. Dne 16. května 1979 byla zadržena na 48 hodin a obviněna z pobuřování. Po propuštění se psychicky zhroutila a v noci z 25. na 26. června spáchala sebevraždu plynem ve svém bytě. Mezi její zájmy patřila především filozofie a divadlo.

## Organizace koncertu Jaroslava Hutky na Gymnáziu Arabská
Během studia Liliany Landové na Gymnáziu Arabská zde vznikl neformální okruh studentů, kteří si půjčovali neoficiální literaturu, přepisovali knihy a chodili na koncerty alternativní hudby; Landová patřila do tohoto okruhu. Na koncertech se seznámila s písničkářem Jaroslavem Hutkou a v prosinci 1976, poté, co Vladimír Merta odřekl slíbený koncert na škole, domluvila Hutkovo vystoupení na škole. Jaroslav Hutka mohl v této době veřejně vystupovat a vycházely mu i gramofonové desky, byl také zařazen do ankety Zlatý slavík. Navržený koncert na škole schválilo jak vedení školy, tak vedení SSM. Koncert pod hlavičkou SSM proběhl 23. ledna 1977 a účastnili se ho také studenti Gymnázia Jana Keplera; proběhl v zaplněné školní jídelně a podle účastníků měl skvělou atmosféru.
Jaroslav Hutka popisuje atmosféru koncertu takto:

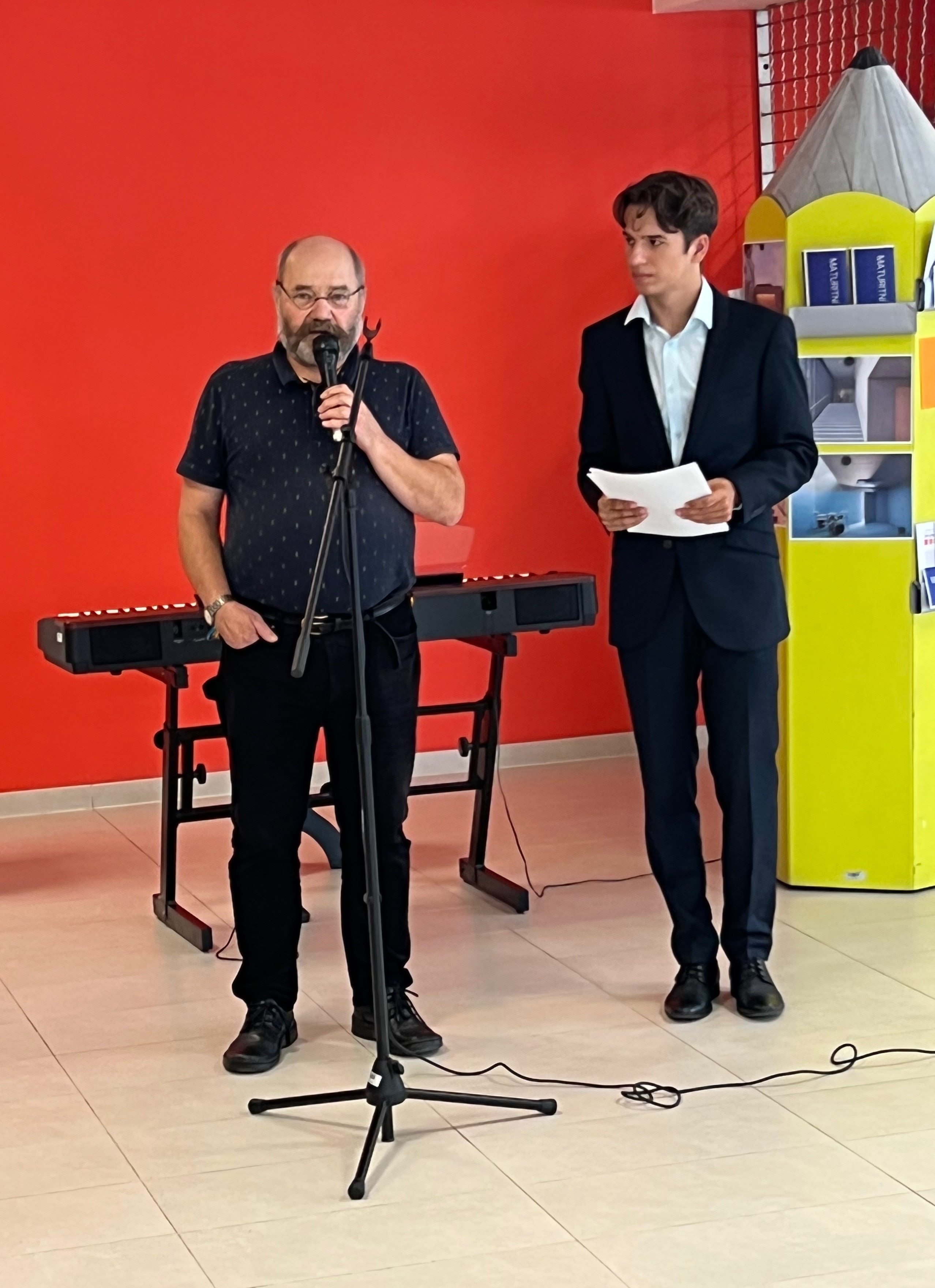
Slavnostní otevření Zdi studentů na Gymnáziu Arabská dne 1. září 2022. Za Lilian Landovou hovořil Ivan Vařík, její spolužák.

„Gymnazisté se mnou pěli staré lidové písně, zamýšleli se nad vážnými texty a smáli se těm legračním. Živě reagovali na Sokratův příběh, který jsem tehdy ještě pouze vyprávěl.“
Koncertu se zúčastnil také Miroslav Klusák, syn ministra kultury Milana Klusáka. Ministr Klusák si posléze na obsah koncertu stěžoval a Ministerstvo školství poslalo na gymnázium inspekci, která prověřovala jeho činnost. Toto prověřování ale neskončilo nějakým postihem pro vedení školy, Landová dostala napomenutí.

## Petice na podporu Jaroslava Hutky
Během roku 1977 byla Lilian Landová v úzkém kontaktu s Jaroslavem Hutkou a jeho ženou. Když v létě 1977 zakázal komunistický režim veřejné vystupování Jaroslava Hutky, připravila Landová petici na Hutkovu obranu.
Celý text petice zněl: „Vážený pane ministře, dovolte nám, abychom zaujali stanovisko k umělecké činnosti zpěváka Jaroslava Hutky. Myslíme si, že tento je přínosem pro naši kulturu a byli bychom rádi, kdyby mohl vystupovat i nadále na odpovídající profesionální úrovni.“ Text této petice, který zformuloval filozof Julius Tomin, podepsalo během chmelové brigády 75 studentů Gymnázia Arabská a Landová ho posléze zaslala ministru kultury Milanu Klusákovi. Podobná podpisová akce probíhala také ve vedlejším Veclově mezi studenty Gymnázia Jana Keplera – ale ta byla zmařena přímo na místě.
Ve stejné době organizovalo na chmelu SSM petici proti neutronové bombě. Podpisy na tuto petici sbíral funkcionář SSM velmi nevhodným způsobem, požadoval podpisy na čistý papír a získal velmi málo podpisů a tato petice skončila fiaskem. Udavač z řad funkcionářů SSM tuto akci ohlásil přímo na StB, která se o Landovou začala aktivně zajímat a 9. listopadu 1977 na ni založila svazek s krycím jménem „Studentka“.
Petice byla řešena v rámci školy a Landové byla navržena trojka z chování a podmínečné vyloučení ze školy. Trojku z chování nakonec nedostala, jak lze dohledat v kopiích vysvědčení na gymnáziu Arabská. Z hlediska budoucnosti ovšem bylo pro Landovou závažnější řešení její akce na půdě SSM, protože vyloučení ze SSM znamenalo v té době reálně znemožnění studia na vysoké škole. Vyloučení mohla dle stanov SSM provést pouze její vlastní – třídní organizace. Z popudu Obvodního výboru SSM došlo nejprve k jednání mezi představiteli OV SSM a Landovou. Ředitelka školy, která byla jednání přítomná, uvedla: „Landová se dostavila velmi dobře připravená (donesla si různé zákony a stanovy SSM) a svou argumentací a rychlými reakcemi na okamžitou situaci daleko předčila i soudruhy z OV SSM, kteří ji v některých fázích svou argumentací nesahali ani po kotníky“. Landová přitom v SSM aktivně pracovala, vydávala školní časopis a účastnila se různých svazáckých akcí.
Druhý den (15. 11. 1977) proběhla schůze třídní organizace SSM s povinnou účastí všech studentů. Ti byli předem upozorněni na důsledky, pokud by hlasovali proti vyloučení Landové. Během schůze nebyla dovolena diskuse a tak také nezletilí studenti rozhodli o osudu své spolužačky, i když se jí mnozí v soukromí za své hlasování omlouvali.
Jaroslav Hutka o celé události napsal fejeton Poprava květinky aneb Kdo řeže květy, jakých se dočká plodů.
Lilian Landová byla poté přeřazena na Gymnázium Přípotoční, kde v červnu 1978 úspěšně odmaturovala.

## Styky s disentem
Již v době gymnazijních studií začala Landová docházet na bytové semináře – „podzemní univerzitu“, které organizovat filozof Julius Tomin a výrazně k nim přispíval Milan Machovec. Podle některých zdrojů chtěla již na začátku roku 1977 podepsat Chartu 77, ale filozof Jan Patočka jí řekl, že musí nejprve dostudovat školu a poté ať Chartu podepíše. Její podpis byl zveřejněn 10. října 1978. Velmi přátelské styky udržovala také s Věrou Jirousovou a manžely Danou Němcovou a Jiřím Němcem.
Na Hanspaulce se přátelila s lidmi, soustředěnými kolem neoficiální koncertní scény Houtyš, kde navštěvovala především vystoupení skupin Bluesberry a Žlutý pes.

## Svatojánská cyklojízda a reakce StB
Lilian Landová chtěla, spolu s dalšími kamarády, uspořádat 16. května 1979 tzv. Svatojánskou cyklojízdu. V plánu bylo, že se skupina mladých lidí sejde v nočních hodinách na Haštalském náměstí v historickém oblečení s jízdními koly a pak pojedou společně přes Malou Stranu do Šárky, kde oslaví noc u ohně s jídlem a pitím. Pozváno bylo přibližně 30 lidí, očekávala se účast asi 15 lidí. Když o akci mluvila se svou známou ve svém zaměstnání na koupališti Džbán, zaslechli hovor zedníci, kteří pracovali poblíž, a oznámili to vedoucímu koupaliště, příslušníku Pomocné stráže VB. Protože se zároveň Landová se svou známou bavila o Chartě 77, spojil vedoucí koupaliště obě skutečnosti dohromady a oznámil Státní bezpečnosti, že se má konat velká akce na podporu Charty 77.
Reakcí Státní bezpečnosti bylo, že ve večerních hodinách 16. května 1979 zatkli všechny účastníky akce (a další náhodné cyklisty) a vyslýchali je. Lilianu Landovou zatkla Veřejná bezpečnost, na 48 hodin ji poslala do zadržovací vazby a sdělila jí obvinění z trestného činu pobuřování. Ve vazbě byla Landová vyslýchána Státní bezpečností a tyto výslechy byly zřejmě velmi trýznivé. I když byla Landová vyslýchána již víckrát dříve, tentokrát se po propuštění psychicky zhroutila a lékařka na pohotovosti jí dala na tři týdny nemocenskou.

## Sebevražda
Večer dne 25. června 1979 zašla Landová mezi své přátele do restaurace Houtyš, kdy jim bez vysvětlení rozdala malé dárky, poté odešla domů a v noci spáchala sebevraždu plynem. Na to, že se rozhodla skončit se svým životem, mělo podle svědků vliv to, že se během vyšetřování zřejmě dozvěděla, že na ni Státní bezpečnosti donášel někdo, komu důvěřovala. Jaroslav Hutka napsal k smrti Lilian Landové, o které se dozvěděl v holandském azylu až dodatečně, fejeton Cesta do noci, kde píše:
„Lilian dospívala bez rodičů a ponechána sama sobě hledala smysl žití. Jak normální, jak běžné v tom věku. Hledala u zakazovaných zpěváků, hledala u zakázaných spisovatelů, hledala mezi chartisty, hledala v řecké filosofii. Nechtěla uvěřit, že smyslem jejího života má být kalkulace, chtěla najít skutečné naplnění. Nebylo pro ni možné žít život a neprožívat jeho smysl. Žila o život a zaplatila za to životem.“
„Lilian Landová spáchala sebevraždu po sérii tvrdých policejních výslechů. Sečetla svých dvacet let a vyšel jí jen jeden součet – smrt. Smrt života, který se teprve měl životem stát, života, který dozrál ke schopnosti svobodně rozhodovat a volil nebýt. A toto je vražda. Vražda a oběť nové generace.“

## Landová v literatuře
Na motivy příběhu Lilian Landové napsala Milena Štráfeldová román Krycí jméno Studentka. Autorka Landovou osobně znala.

## Umístění pamětní plakety na gymnáziu Arabská

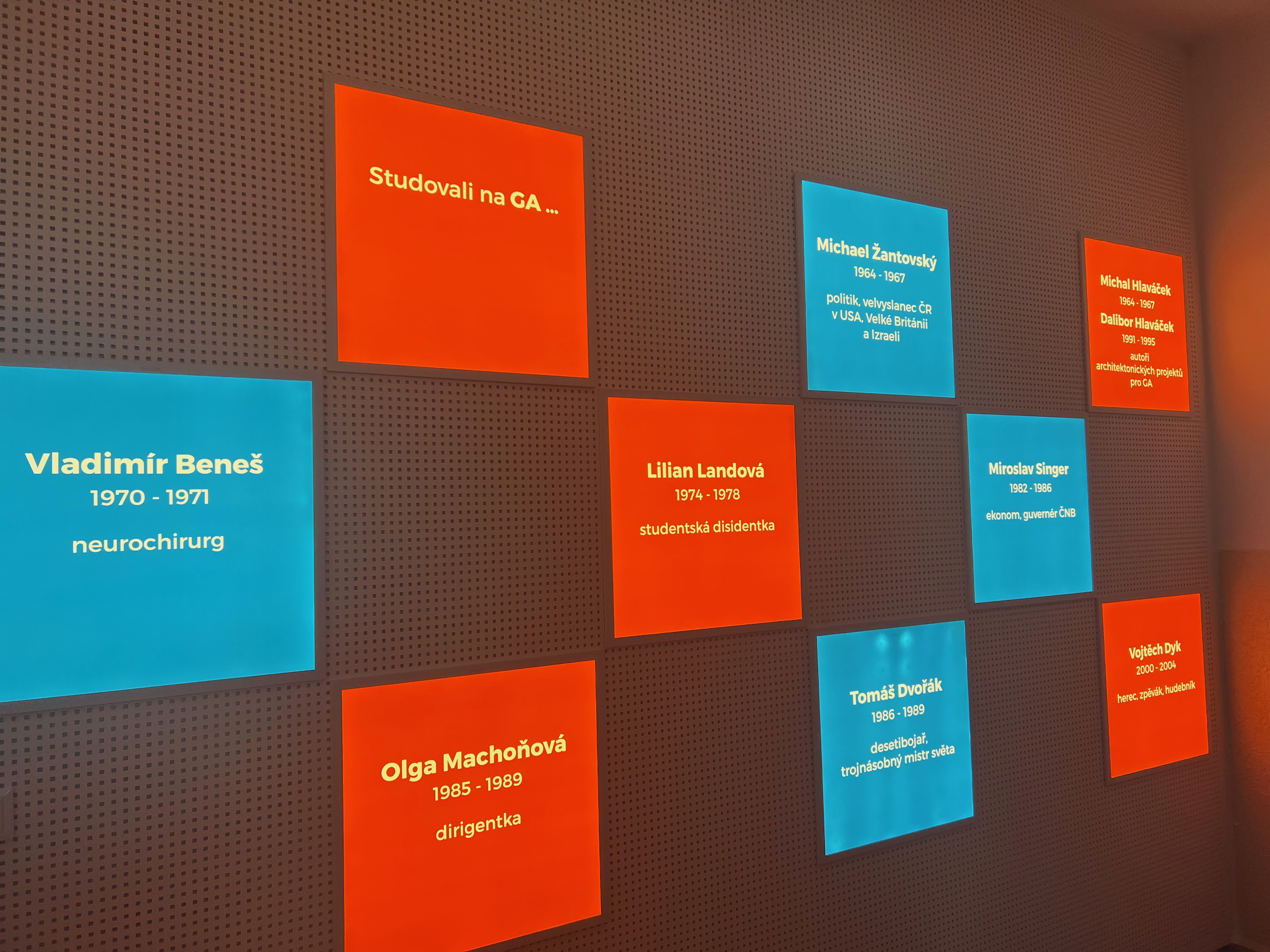
Zeď studentů na Gymnáziu Arabská

Z popudu některých osobností, které se seznámily s jejím příběhem anebo byly přímo jejími spolužáky, byla vyvolána iniciativa na umístění pamětní plakety na budově Gymnázia Arabská. Dne 1. září 2022 byla na Gymnáziu Arabská slavnostně odhalena Zeď studentů, která připomíná významné osobnosti, které na škole studovaly. Je zde uvedena i Lilian Landová. Na slavnostním ceremoniálu promluvil architekt Ivan Vavřík, její spolužák. Za disent a signatáře Charty 77 byl přítomen František Stárek (Čuňas)